# غايتان لورا
غايتان لورا (بالفرنسية: Gaëtan Laura)‏ (من مواليد 6 أغسطس 1995) هو لاعب كرة قدم فرنسي محترف يلعب كمهاجم لنادي كوسينزا كالشيو على سبيل الإعارة من نادي باريس.

## الحياة المهنية
في 31 يناير 2022، انضم إلى نادي كوسينزا كالشيو الإيطالي على سبيل الإعارة مع خيار الشراء.